# Argumentum ad ignorantiam
Argumentum ad ignorantiam (łac. „argument odwołujący się do niewiedzy”) – pozamerytoryczny sposób argumentowania, w którym dyskutant uznaje za dowód prawdziwości swojej tezy fakt, że jego oponent nie potrafi uzasadnić tezy przeciwnej. Jest to błąd logiczny polegający na niewzięciu pod uwagę, że brak dowodów fałszywości jakiejś tezy nie implikuje jej prawdziwości.

## Przykłady
- Hipoteza Riemanna musi być nieprawdziwa – nikt nie udowodnił, że jest inaczej.
- Hipoteza Riemanna musi być prawdziwa – nikt nie zdołał jej obalić.
- To oczywiste, że Bóg istnieje – czy jesteś w stanie udowodnić jego nieistnienie?
- To oczywiste, że Bóg nie istnieje – czy jesteś w stanie udowodnić jego istnienie?
- To oczywiste, że latający czajniczek Russella istnieje – czy jesteś w stanie udowodnić jego nieistnienie?
- To oczywiste, że latający czajniczek Russella nie istnieje – czy jesteś w stanie udowodnić jego istnienie?